# Lars Iversen
Lars Iversen, född 1874, var en dansk försäkringsman.
Iversen bedrev universitetsstudier och praktiska studier av livförsäkringsväsendet i Storbritannien och USA, blev 1910 filosofie doktor med avhandlingen Dødeligheden bland Forsørgede. 1911 blev han matematisk direktör och 1919 VD vid Statsanstalten for Livsforsikring i Köpenhamn. Iversen var 1916-19 docent i försäkringsmatematik vid Köpenhamns universitet.